# زن حشره‌ای
زن حشره‌ای (به ژاپنی: にっぽん昆虫記 Nippon konchūki) فیلمی به کارگردانی شوهئی ایمامورا است که در سال ۱۹۶۳ اکران شد. از بازیگران آن می‌توان به ساچیکو هیداری، تانیه کیتابایاشی، تایجی تونویاما، و جیتسوکو یوشیمورا اشاره کرد.